# 朝生翔也
朝生 翔也（あそう しょうや、1995年4月17日 - ）は、千葉県君津市出身の元プロサッカー選手。ポジションはゴールキーパー。

## 来歴
子安SSC（現 : KOYASU SSC）、三井千葉SC（現 : Vittorias FC）、東海大学付属望洋高等学校（現 : 東海大学付属市原望洋高等学校）、東海大学を経て、2016年にROVERS F.C（現 : 房総ローヴァーズ木更津FC）に入団。
2018年には、GFA Sporting Westlake FC（シンガポール）へ移籍
2019年の後期リーグからKampong Cham FC（カンボジア）と契約し、2度（MCL week14, week18）のMOM（マンオブザマッチ）を受賞した。
2020年には、FC 34 Liptovsky Mikulas Paludzkaへ移籍したものの、COVID-19の影響によりリーグが中止となった。
その後、2021年にNSC君津（千葉）に入団。
2022年に現役引退。

## 所属クラブ
- 2005-2007 子安SSC（千葉）
- 2008-2010 三井千葉SC（千葉）
- 2011-2013 東海大学付属望洋高等学校（千葉）
- 2014-2016 東海大学（神奈川）
- 2016-2018 ROVERS F.C（千葉）
- 2018         GFA Sporting Westlake FC（シンガポール）
- 2019         Kampong Cham FC（カンボジア）
- 2020         FC 34 Liptovský Mikuláš Palúdzka[3]（スロバキア）
- 2021         NSC君津（千葉）